# '78 MBC 서울국제가요제
《'78 MBC 서울국제가요제》는 1978년 문화방송(MBC)과 경향신문이 대한민국의 서울에서 공동 주최한 가요제이다. 입상곡들은 힛트레코드를 통해 실황녹음 음반으로서 발매되었다.

## 개요
- 개최일시 : 1978년 7월 1일
- 개최장소 : 세종문화회관

## 음반 트랙 목록
다음 곡 목록은 LP 기준이다.
Disk one / Side one
1. "Lover's Chorus 사랑의 합창 (한국 - 방은미)" (김학송 작사 / 김학송 작곡)
2. "Of Days Gone By 가버린 날들 (말레이시아 - Azizah Basri)" (미상 작사 / 미상 작곡)
3. "But I Told Him 공연히 (한국 - 윤시내)" (최종혁 작사 / 최종혁 작곡)

Disk one / Side two
1. "Friendship is Sweet Forever 영원한 우정 (대만 - 왕 몬리)"  (미상 작사 / 미상 작곡)
2. "Rainbow Brings Happiness 무지개 피는 곳에 (한국- 정재은)" (장세용 작사 / 장세용 작곡) - 무지개상
3. "Face of Love 사랑의 얼굴 (일본 - 마사토 쉬몬)"  (미상 작사 / 미상 작곡) - 최우수 외국작곡상
4. "Thread and Needle 바늘과 실 (한국 - 윤복희)" (윤항기 작사 / 윤항기 작곡) - 최우수 가창상
5. "Hello (터키 - 아나돌루 마조루)" (미상 작사 / 미상 작곡) - 최우수 가창상

Disk two / Side one
1. "Mt. Toham 토함산 (한국 - 송창식)" (송창식 작사 / 송창식 작곡) - 우수 가창상
2. "Only for You 그대만을 위하여 (인도네시아 - Rafika Duri)"  (미상 작사 / 미상 작곡) - 가야금상
3. "I Saw You 너를 보았네 (한국 - 이예나)" (길옥윤 작사 / 길옥윤 작곡)
4. "Yearing for Love 사랑의 열망 (태국 - Sarawanee Potitait)"  (미상 작사 / 미상 작곡)- 아리랑상
5. "Bigger Love 더욱 큰 사랑 (한국 - 장현)" (장덕 작사 / 장덕 작곡)

Disk two / Side two
1. "How Beautiful Our Music Is! 음악은 아름다워라 (필리핀 - 하지 알레얀드로)"  (라이언 카야비압 작사 / 라이언 카야비압 작곡) - 대상
2. "Rose Woman 장미의 여인 (한국 - 숙자매)" (장익환 작사 / 장익환 작곡)
3. "Till We Meet Again 다시 만날때까지 (홍콩 - 스텔라 치)"  (미상 작사 / 미상 작곡) - 우수 가창상
4. "Circus Clown's First Love 곡예사의 첫사랑 (한국 - 박경애)" (정민섭 작사 / 정민섭 작곡) - 최우수 국내작곡상
5. "After The Show 공허한 마음 (호주 - 리 윌리엄스)"  (미상 작사 / 미상 작곡)

## 대한민국 예선 참가 가수 명단
국제가요제로 확대 편성된 1978년부터 1981년까지는 대회 참가를 원하는 가수들이 많아서 본 행사 이전에 본선에 출전할 대표를 선발하기 위한 예선전 성격의 《서울 국제가요제. 국내대회》를 개최하였다. 1978년의 참가자는 다음과 같다.
1. "어이하나요 (별난트리오)"  (이경석 작사 / 이경석 작곡)  * 정식 데뷔하기 전의 '세샘트리오'이다.
2. "사람들아 (최백호)"  (최백호 작사 / 최백호 작곡)
3. "한국의 마돈나 (이광조)"  (반예문 작사 / 반예문 작곡)
4. "무지개 피는곳에 (정재은&새마음)" (장세용 작사 / 장세용 작곡)  - 본선 진출
5. "그대 찬란한 나의 빛 (조경수)"  (김준 작사 / 김준 작곡)
6. "너를 보았네 (이예나)"  (길옥윤 작사 / 길옥윤 작곡)  - 본선 진출
7. "사랑의 합창 (방은미)"  (김학송 작사 / 김학송 작곡)  - 본선 진출
8. "장미의 여인 (숙자매)"  (장익환 작사 / 장익환 작곡)  - 본선 진출
9. "더욱 큰 사랑 (장현)"  (장덕 작사 / 장덕 작곡)  - 본선 진출
10. "사랑할 줄 아는 사람 (소리나)"  (마상원 작사 / 마상원 작곡)
11. "꽃잎이여 영원하라 (현혜미)"  (안건마 작사 / 안건마 작곡)
12. "토함산 (송창식)"  (송창식 작사 / 송창식 작곡)  - 본선 진출
13. "공연히 (윤시내&사계절)"  (최종혁 작사 / 최종혁 작곡)  - 본선 진출
14. "음악에 젖어 (유준)"  (허대운 작사 / 허대운 작곡)
15. "아! 사랑아 (정미조)"  (김기웅 작사 / 김기웅 작곡) - 동경가요제 파견
16. "내님아 (김민)"  (김민 작사 / 황중원 작곡) - 일본곡 표절로 탈락
17. "이슬비 (맹일하)"  (임성하 작사 / 맹원식 작곡)
18. "당신의 꿈을 나에게 (이세진)"  (장욱조 작사 / 장욱조 작곡) - 기 발표곡으로 참가 탈락
19. "곡예사의 첫사랑 (박경애)"  (정민섭 작사 / 정민섭 작곡)  - 본선 진출
20. "바늘과 실 (윤복희)"  (윤항기 작사 / 윤항기 작곡)  - 본선 진출

## 같이 보기
- MBC 서울국제가요제